# Nina Skeime
Nina Skeime (née le 21 mai 1962) est une ancienne fondeuse norvégienne.

## Championnats du monde
- Championnats du monde de ski nordique 1987 à Oberstdorf 
  -  Médaille d'argent en relais 4 × 5 km.
- Championnats du monde de ski nordique 1989 à Lahti 
  -  Médaille de bronze en relais 4 × 5 km.

## Coupe du monde
- Meilleur classement final: 16e en 1987.
- Meilleur résultat: 7e.